# ماثيو غرينبوم
ماثيو غرينبوم (بالإنجليزية: Matthew Greenbaum)‏ هو ملحن أمريكي، ولد في 12 فبراير 1950 في نيويورك في الولايات المتحدة.